# 5875 Kuga
5875 Kuga è un asteroide della fascia principale. Scoperto nel 1989, presenta un'orbita caratterizzata da un semiasse maggiore pari a 2,3786495 UA e da un'eccentricità di 0,0500787, inclinata di 6,46976° rispetto all'eclittica.